# Paul Treutler
Paul Treutler (Waldenburg, Reino de Prusia, 6 de julio de 1822 - Neu Weißstein, Reino de Prusia, 1 de septiembre de 1887), hijo mayor de un magnate de la minería, fue un ingeniero minero, emprendedor y viajero alemán, conocido por sus viajes por Chile.

Bibliografía
- Treutler, Paul. Andanzas de un alemán en Chile  1851-1863.

- Datos: Q30899481